# Джекетт, Ричард
Ричард Джекетт (англ. Richard Jackett; 1881, Фалмут — 27 июля 1960, Фалмут) — британский регбист, призёр летних Олимпийских игр.
Джекетт участвовал в летних Олимпийских играх 1908 года в Лондоне в соревнованиях по регби. Его сборная провела единственный матч против Австралазии и проиграла его, заняв второе место и получив серебряные медали.